# Richard Sennett
Richard Sennett, född 1 januari 1943 i Chicago, är professor i sociologi vid London School of Economics, MIT och New York University. Sennett är väsentligen socialpsykologiskt inriktad och har skrivit om urbanitet, privat/offentligt, det flexibla arbetslivet och klass. Han har studerat sociala band i städerna och stadslivets effekter på individer i den moderna världen. Sennett har även publicerat ett antal romaner. Han är gift med sociologen Saskia Sassen.
Sociologen Sennett ingick 1996-1997 som Fellow of The Center for Advanced Study in the Behavioral Sciences (CASBS – Centret för fördjupade studier i beteendevetenskap) vid Stanforduniversitetet. Han är även Fellow of th American Academy of Arts and Sciences  och av Royal Society of Literature – Storbritanniens äldsta litterära sällskap, som omfattar 500 av de bästa författarna, novellförfattarna, poeterna, dramatikerna, levnadstecknarna, historikerna, reseskildrarna, litteraturkritikerna och manusförfattarna verksamma i nutid. Sennett är även grundare och chef av det år 1976 instiftade New York Institute for the Humanities (Institutet för humaniora i New York. År 2006 fick 
Richard Sennett Hegelpriset, som delas ut av staden Stuttgart i Tyskland.
År 2008 tilldelades Sennett Gerda Henkel-priset, värt 100.000 euro, av Gerda Henkel Foundation i Düsseldorf, Tyskland. Motiveringen var "Richard Sennett är en av dagens ledande tänkare. I sina mycket lästa böcker överskrider han till synes utan ansträngning gränserna inom humaniora, särskilt vad gäller disciplinerna sociologi och historia, psykologi och filosofi. (...) Först och främst behandlar han frågan om hur vi kan leva ett meningsfullt liv på tröskeln till vad som ser ut att bli upplösningen av dagens samhälle. Sennett fokuserar speciellt på områdena staden och arbetskraften. För båda dessa är den aktuella uppgiften att på nytt utveckla de hävdvunna förmågorna självförverkligande genom kompetens, samarbete som inbegriper flexibilitet, samt respekt som även innefattar dem som inte har förmåga eller resurser att möta en utmaning."

## Utvalda böcker

### Arbeten inom sociologi
- Nineteenth Century Cities: Essays In The New Urban History, coauthor, Yale (1969)
- Classic Essays On The Culture Of Cities, editor (1969), ISBN 0-13-135194-X
- The Uses of Disorder: Personal Identity & City Life  (1970), ISBN 0-393-30909-6
- Families Against the City: Middle Class Homes of Industrial Chicago, 1872-1890, Harvard (1970), ISBN 0-674-29226-X
- The Hidden Injuries of Class, with Jonathan Cobb, Knopf (1972), ISBN 0-393-31085-X
- The Fall of Public Man, Knopf (1977), ISBN 0-14-100757-5
- Authority (1980), ISBN 0-571-16189-8
- The Conscience of the Eye: The design and social life of cities, Faber and Faber (1991), ISBN 0-393-30878-2
- Flesh and Stone: The Body And The City In Western Civilization, Norton (1994), ISBN 0-393-31391-3
- The Corrosion of Character, The Personal Consequences Of Work In the New Capitalism, Norton (1998), ISBN 0-393-31987-3
- Respect in a World of Inequality, Penguin (2003), ISBN 0-393-32537-7
- The Culture of the New Capitalism, Yale (2006), ISBN 0-300-11992-5
- The Craftsman, Allen Lane (2008), ISBN 978-0-7139-9873-3
- The Foreigner: Two Essays on Exile, Notting Hill (2011), ISBN 1-907903-08-9
- Together: The Rituals, Pleasures, and Politics of Cooperation, Yale (2012), ISBN 0-300-11633-0

### Fiction
- The Frog Who Dared to Croak (1982), ISBN 0-374-15884-3
- An Evening of Brahms (1984)
- Palais-Royal (1986), ISBN 0-393-31251-8